# Arcus 94
Arcus 94 je bugarski poluautomatski pištolj kojeg proizvodi istoimena tvrtka Arcus. Riječ je o derivatu Browningova modela Hi-Power. Osim osnovnog modela 94 postoji i inačica 94C. Nasljednik Arcusa 94 je Arcus 98DA.

## Inačice
- Arcus 94
- Arcus 94C

## Korisnici
- Bugarska: specijalne snage bugarske vojske.[1]

## Vanjske poveznice
- Karakteristike modela Arcus 94 na web stranici proizvođača  Arhivirana inačica izvorne stranice od 28. veljače 2012. (Wayback Machine)
- Karakteristike modela Arcus 94C na web stranici proizvođača  Arhivirana inačica izvorne stranice od 19. lipnja 2013. (Wayback Machine)
- Modern Firearms  Arhivirana inačica izvorne stranice od 1. rujna 2010. (Wayback Machine)
- Arcus 94, 94C i 98DA